# Maira Kalman

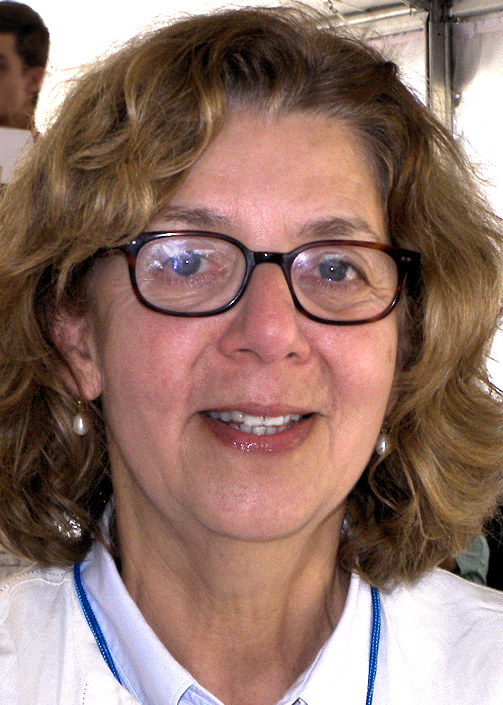
Maira Kalman beim Texas Book Festival in Austin, Texas, 2010 (Foto: Larry D. Moore)

Maira Kalman (* 5. November 1949 in Tel Aviv, Israel) ist eine US-amerikanische Autorin und Künstlerin. Sie selbst verortet ihr Schaffen auf dem Feld des Journalismus – ihre Visuellen Kolumnen für die New York Times erschienen auch in Buchform. Neben einer Vielzahl von Bilderbüchern, bei denen Kalman Text und Gestaltung verantwortete und denen eine retrospektive Museumsausstellung gewidmet war, schuf sie etliche Titelbilder für The New Yorker, illustrierte Klassiker der Moderne und arbeitete mit Gegenwartsautoren zusammen.

## Leben
Maira wurde in Tel Aviv als jüngere von zwei Töchtern geboren, Umgangssprache in der Familie war Hebräisch. Der Vater, Pesach Berman, war in der Irgun gewesen und handelte später mit Diamanten, die Mutter Sara (1920–2004) stammte aus einem kleinen Dorf am Slutsch, und die Familie war angesichts von Bedrohung und Not mit ihr und den sieben Geschwistern ins britische Mandatsgebiet Palästina ausgewandert. Geheiratet hatte das Paar Anfang der 1940er-Jahre, bald nach dem Kennenlernen. 1954 wanderten die Bermans aus Tel Aviv in die USA aus und ließen sich in New York nieder, wo die Mädchen in Riverdale, Bronx aufwuchsen. Die Eltern verließen die Vereinigten Staaten einige Jahre später wieder und kehrten zurück nach Israel, die Töchter Kika und Maira blieben, beide wählten eine künstlerische Ausbildung.
Die achtzehnjährige Maira Berman lernte Tibor Kalman am College kennen, die beiden lebten und arbeiteten fortan bis zu Tibors Tod zusammen. Ihr Designbüro M&Co., gegründet 1979, trug Mairas M im Namen, und auch beim Auswählen der Mittelnamen für ihre beiden Kinder Lulu Bodoni (* 1983) und Alex Onomatopoeia (* 1985) zeigten sich die Kalmans inspiriert von ihrer Liebe zu Wörtern und Schrift. Der Tod ihres Mannes war ein massiver Einschnitt im Leben von Maira Kalman. Dem Verlust begegnete sie mit schöpferischer Energie und sie begann, vermehrt selbstständig ins Licht der Öffentlichkeit zu treten. Mehrere Jahre später fand sie in Rick Meyerowitz noch einmal einen Lebens- und Arbeitspartner. Die bekannteste Kooperation dieses Paares ist New Yorkistan, die Titelseite des New Yorker aus dem Jahr 2001, auf der die einzelnen Stadtviertel Namen tragen wie „Taxistan“ (Flughafen La Guardia), „Botoxia“ (Upper West Side), „The Artsifarsis“ (West Village) oder „Kvetchnya“ (Canarsie). Noch konkreter auf die Terroranschläge vom 11. September 2001 bezog sich Kalmans (Kinder)buch Fireboat: The Heroic Adventures of the John J. Harvey – hier zeichnete Kalman den Einsatz des historischen Löschbootes Fire Fighter nach, welches im Zuge der Einsatzarbeiten aktiviert wurde.
Ein Skizzenbuch führt Maira Kalman, seit sie 18 ist. Ihre frühen Zeichnungen sieht sie selbst rückblickend als von Saul Steinberg und vom Dadaismus beeinflusst. Das Schreiben und das Zeichnen sah sie von klein auf als ihre Berufung an, auch in der Außenwahrnehmung wurde „visual storytelling“ immer wieder als ihre Stärke hervorgehoben. Die ansprechende Kombination von Wort und Bild rückte durch ihre Mutterschaft ins Zentrum ihrer Aufmerksamkeit, und ihre erste Buchveröffentlichung war Stay Up Late (1987) zum gleichnamigen Song von David Byrne.
Zu den Persönlichkeiten, mit deren Leben und Werk sich Kalman befasste, zählen die US-Präsidenten Thomas Jefferson und Abraham Lincoln ebenso wie Rembrandt van Rijn oder Robert Walser. Niederschlag fand Kalmans kreative Auseinandersetzung teilweise in Bilderbüchern, teilweise in besonders gestalteten Ausgaben kunstwissenschaftlicher Literatur oder Belletristik. Kalmans Hommage an Kämpferinnen für das Frauenwahlrecht entstand in Zusammenarbeit mit Kirsten Gillibrand.
Daniel Handler, mit dem Kalman im Bereich der Kinder- und Jugendliteratur Gemeinschaftswerke wie das Bilderbuch 13 Words oder den illustrierten Roman Why We Broke Up (deutsch: 43 Gründe, warum es AUS ist) schuf, war auch Kalmans Partner bei drei Projekten im MoMA, bei denen historische Schnappschussfotografie im Zentrum stand. Zu jüngeren Buchprojekten Kalmans gehört eine Neuausgabe von The Autobiography of Alice B. Toklas, als deren Grundlage wiederum tausende Fotografien von Gertrude Stein, Alice B. Toklas und deren Umfeld dienten.
Ihr Faible für Kulinarik brachte sie in ihren Illustrationen für ein Buch von Michael Pollan zum Ausdruck, sowohl dieser Titel als auch ihr Buch Cake mit Rezepten von Barbara Scott-Goodman liegen in deutscher Übersetzung vor. Den gemeinsam mit Daniel Handler vorgelegten Jugendroman (deutsch von Birgitt Kollmann) bezeichnete Tillman Spreckelsen in der F. A. Z. als „eines der schönsten Jugendbücher seit langem“ und wies eigens auf Kalmans Anteil hin.
Während der Covid-19-Pandemie schuf die Künstlerin den Werkzyklus Women Holding Things. Die Bilder wurde ausgestellt und erschienen als Buchpublikation. Unter den verschiedenen künstlerischen Techniken favorisiert Maira Kalman die Gouachemalerei.
Sie pflegt weiterhin Beziehungen nach Israel, wo es in Tel Aviv immer noch die Familienwohnung gibt. Lebensmittelpunkt von Maira Kalman ist die Stadt New York, die ihr eine ständige Quelle der Inspiration war und ist.

## Werk

### Bücher

#### Text und Bild
- Hey Willie, See the Pyramids. Viking/Penguin, 1988
- Sayonara, Mrs. Kackleman. Viking Kestrel/Penguin, 1989
- Max Makes a Million. Viking/Penguin, 1990
- Roarr, Calder's Circus. Delacorte Press/Bantam Dell/Random House, 1991
- Max In Hollywood, Baby. Viking/Penguin, 1992
- Chicken Soup, Boots. Viking/Penguin, 1993
- Ooh-la-la, Max in Love. Viking/Penguin, 1994
- Swami on Rye: Max in India. Viking/Penguin, 1995 (Swami on Rye: Max in India NYR Children’s Collection, 2018)
- Max Deluxe. Viking/Penguin, mit Daniel Handler:1996
- Next Stop Grand Central, Putnam/Penguin, 1999
- What Pete Ate From A to Z. Putnam/Penguin, 2001
- Fireboat: The Heroic Adventures of the John J. Harvey. Putnam/Penguin, 2002
- Smartypants (Pete In School).
- The Principles of Uncertainty. Penguin Press, 2009
- And the Pursuit of Happiness. Penguin Press, 2010
- Looking at Lincoln. Nancy Paulsen Books, 2012
- My Favorite Things (Cooper-Hewitt Museum). Harper Design, 2012
- Thomas Jefferson: Life, Liberty and the Pursuit of Everything. Nancy Paulsen Books, 2014
- Beloved Dog. Penguin Press, 2015
- Darling Baby. Little, Brown and Company, 2021

#### Kooperationen
- (un)Fashion. Harry N. Abrams, 2005
- Colors: Tibor Kalman, Issues 1–13, 2002
- mit Lemony Snicket: 13 words. HarperCollins Children’s Books, 2010
- mit Daniel Handler: Girls Standing on Lawns. Abrams Books for Young Readers, 2014
- mit Daniel Handler: Hurry Up and Wait. Museum of Modern Art, New York, 2015
- mit Daniel Handler: Weather, Weather. Museum of Modern Art, New York, 2016
- mit Barbara Scott-Goodman (Rezepte): Cake. Penguin Press, 2018
  - deutsch von Ulrike Becker: Maira Kalman: Alles ist schöner mit Kuchen. Antje Kunstmann, München, 2019
- mit Kirsten Gillibrand: Bold & Brave: Ten Heroes Who Won Women the Right to Vote. 2018

#### Illustrationen
- William Strunk, Jr. und E. B. White: The Illustrated Elements of Style. Penguin, 2008
- Michael Pollan: Food Rules. Penguin, 2011
  - deutsch: Essen Sie nichts, was Ihre Großmutter nicht als Essen erkannt hätte. Goldene Regeln für eine gute Ernährung. Antje Kunstmann, 2013
- Gertrude Stein: The Autobiography of Alice B. Toklas. 2021

### Ausstellungen
Von 2003 bis 2022 war Kalman von der Julie Saul Gallery repräsentiert, nach dem Tod von Julie Saul (1954–2022) wechselte die Künstlerin zu Mary Ryan. Ihre erste große Museumsausstellung wurde 2010 im Jewish Museum in New York gezeigt, 2014 folgte eine Präsentation im Cooper Hewitt, Smithsonian Design Museum, das Metropolitan Museum of Art griff im Jahr 2017 die Installation auf, die Kalman gemeinsam mit ihrem Sohn ursprünglich für dessen Projekt Mmuseumm geschaffen hatte. Kalmans Bilderbüchern widmete sich das High Museum of Art mit The Pursuit of Everything: Maira Kalman's Books for Children.